# Streets: A Rock Opera
A Streets: A Rock Opera (gyakran csak Streets) az amerikai Savatage 1991-ben megjelent nagylemeze. A Paul O’Neill producerkedésével készült anyagot az Atlantic Records jelentette meg. Az album egy konceptlemez, azaz a dalok egy összefüggő történetet mesélnek el. Az anyag felvétele csaknem egy évig tartott, ugyanis a dalokat már 1990 októberében elkezdték rögzíteni. Ez az utolsó olyan Savatage album (a 2001-es Poets and Madmen kivételével) melyet elejétől a végéig Jon Oliva énekelt fel.

## Háttér
A lemezen hallható dalok által elbeszélt történet főszereplője, egy a karrierje mélypontján levő "DT Jesus" nevű rocksztár. A DT rövidítés valószínűleg a De-Tox vagy a Down-Town kifejezésekre utal. A lemez elején kiderül, hogy DT Jesus drogdílerként járja New York utcáit.
A történet egyes pontjai azonban Jon Oliva életét tükrözik, aki ekkoriban komoly drog és alkohol problémákkal küszködött.
A történet alapját Paul O’Neill 1979-ben írt könyve szolgáltatta, amely azonban nem önéletrajzi mű.
Végül Criss Oliva javasolta, hogy használják fel a könyvet a következő nagylemezükhöz. A lemez eredetileg a Ghost in the Ruins címet kapta volna, azonban Paul O'Neill döntésére Streets címen jelent meg. Jon Oliva-nak nem tetszett az ötlet, hogy a cím mögé illesztették a rockopera kifejezést, neki jobban tetszett volna a rövidebb Streets is.
A Ghost in the Ruins címet végül 1995-ben használták fel, mikor egy koncertlemezzel emlékeztek meg a tragikusan elhunyt Criss Oliva személye előtt.
A lemez újabb elismeréseket hozott a zenekarnak, mely zeneileg komplexebb lett minden korábbi albumuknál. A középtempós power metal dalokat ezennel Meat Loaf és Empire korszakos Queensryche hatásokkal fűszerezték.
Az albumon nagy figyelmet fordítottak a szokatlan érzékenységgel kidolgozott szövegvilágra, valamint a hangulati történéseket hűen vissza adó zenére. Videóklip a Jesus Saves dalra készült.

## További tudnivalók
- Az eredeti bakelit kiadás nem tartalmazta a St. Patrick's, és az If I Go Away című dalokat.
- Eredetileg dupla album készült volna, azonban a szalagok egy része eltűnt. Ebben az időben született egy DT Jesus címre keresztelt dal is, mely később a From the Gutter to the Stage dupla válogatásalbumon jelent meg. Több dalt is sikerült azonban újra rögzíteni, többek között a Desiree címűt is, mely az album 1997-es újrakiadására került fel bónusz dalként.
- Paul O'Neill producer később elárulta, hogy direkten törekedtek egy minden korábbinál változatosabb albumra, mely összegzi a zenekar addig megjelent lemezeit. Így a Jesus Saves, a Ghost in the Ruins, vagy a Sammy and Tex dalok képviselték a karcos power metal hangzást, míg például a Believe, a Heal My Soul, vagy a A Little Too Far a zenekar líraibb énjét mutatta. A címadó Streets és a Strange Reality pedig egy szimfonikusabb, rockoperás irányt képviselt.
- A Trans-Siberian Orchestra keretein belül több dalt is felvettek erről az albumról, például a Heal My Soul és a Believe címűeket.
- A zenekar Jesus Saves videójában az a Gary Smith játssza "DT Jesus" szerepét, aki az együttes lemezborítóit készítette az 1987-es Hall of the Mountain King óta.
- 2007-ben Jon Oliva saját együttesével a Jon Oliva's Painnel néhány koncert erejéig eljátszotta az albumot.

## Dalok
Minden dalt Criss Oliva, Jon Oliva és Paul O’Neill írt.
1. "Streets"  – 6:48
2. "Jesus Saves"  – 5:13
3. "Tonight He Grins Again"  – 3:28
4. "Strange Reality"  – 4:56
5. "A Little Too Far"  – 3:25
6. "You're Alive"  – 1:51
7. "Sammy and Tex"  – 3:07
8. "St. Patrick's"  – 4:17
9. "Can You Hear Me Now"  – 5:11
10. "New York City Don't Mean Nothing"  – 4:01
11. "Ghost in the Ruins"  – 5:32
12. "If I Go Away"  – 5:17
13. "Agony and Ecstasy"  – 3:33
14. "Heal My Soul"  – 2:35
15. "Somewhere in Time"  – 3:17
16. "Believe"  – 5:42

1997-es CD kiadás bónuszai
1. "Desiree" – 3:54

2002-es CD kiadás bónuszai
1. "Ghost in the Ruins" (koncertfelvétel) – 5:20
2. "Jesus Saves" (koncertfelvétel) – 4:02

## Közreműködők
- Jon Oliva – ének, zongora
- Criss Oliva – gitár
- Steve Wacholz – dob
- Johnny Lee Middleton – basszusgitár